# Рання Шу
Рання Шу (спрощ.: 前蜀; піньїнь: Qiánshǔ) — держава, що виникла після падіння династії Тан у 907 році. Ця династія керувалася імператорами з роду Ван. Правління цієї династії тривало 18 років. Була повалена династією Пізня Тан у 925 році. Іменувалася також Велика Шу, а у 917—918 роках імперією Хань.

## Історія

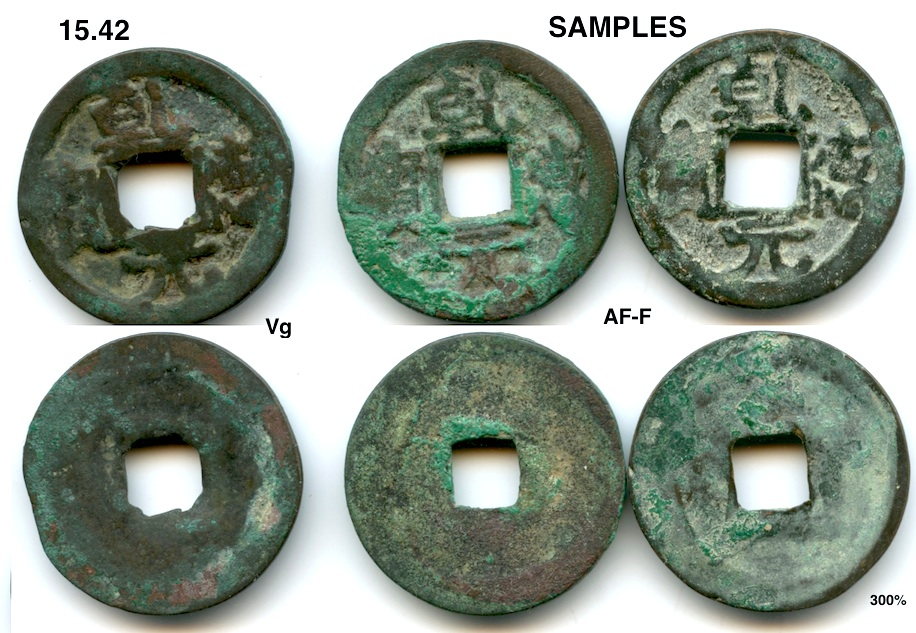
Монети Ранньої Шу

Засновником держави став цзєдуши Ван Цзянь, який з 891 року керував провінцією, що відповідає території західній частині сучасної провінції Сичуань. Після повалення у 907 році династії Тан він оголосив про утворення незалежної держави з титулом імператора. Нова держава охоплювала більшу частину сучасних провінцій Сичуань, Хубей, Шеньсі, Ганьсу.
Ван Цзянь багато зробив для розбудови держави, особливо її сільського господарства. Найважливішою статтею експорту стає чай. Водночас було досягнуто мирного співіснування із сусідніми державами. Ситуація змінилася за наступника Ван Цзяня — Ван Яня, який відійшов від політичної та економічної політики батька. Це зрештою призвело до послаблення держави й підкорення її у 925 році армією Пізньої Тан.